# سایه روم
سایه روم یک بازی اکشن ماجراجویی است که در سال ۲۰۰۵ توسط Capcom برای پلی استیشن ۲ ساخته و منتشر شده است. این بازی در ماه فوریه در اروپا و آمریکای شمالی و در ماه مارس در ژاپن منتشر شد. طرح داستان یک نسخه تخیلی از ترور ژولیوس سزار است که بر دو شخصیت متمرکز است، آگریپا، سربازی که پدرش متهم به قتل سزار است و مجبور می‌شود در میدان‌های گلادیاتوری بجنگد، و اکتاویاس، که تصمیم می‌گیرد پدر آگریپا را ثابت کند. بازی نقدهای مثبتی دریافت کرد. در ابتدا به عنوان اولین قسمت از یک فرنچایز با هدف مخاطبان خاص غربی تصور شد، دنباله آن در مراحل اولیه توسعه زمانی بود که اولین بازی منتشر شد. با این حال، به دلیل فروش ضعیف کنسل شد و کپ کام به سوی بازی دیگری رفت.

## گیم پلی
Shadow of Rome یک بازی اکشن ماجراجویی است که از دید سوم شخص انجام می‌شود. این بازی دارای دو نوع مبارزه است. نبرد غوغا که شامل نبرد نزدیک با سلاح‌های غوغا می‌شود و نبرد خودرویی که به شکل ارابه‌سواری انجام می‌شود. گیم پلی مخفیانه نیز در کنار حل پازل ابتدایی گنجانده شده است. در حین مبارزه، شخصیت بازیکن آگریپا است که می‌تواند از سلاح‌های گلادیاتوری مختلف مانند شمشیر، اسکیتار، گرز، نیزه، کمان، تیرکمان و فلش استفاده کند. اگر آگریپا بازوی دشمن را قطع کرده باشد، می‌تواند آن را بردارد و به عنوان سلاح نیز از آن استفاده کند. با این حال، سلاح‌ها فقط برای مدت معینی قبل از شکستن قابل استفاده هستند. در طول نبرد، یک متر نشان‌دهنده زنده بودن باقیمانده سلاح و کلاه آگریپا (اگر او مجهز به سلاح باشد) است. آگریپا می‌تواند با سلاح اصلی خود، سلاح فرعی یا سپر خود یا با یک سلاح دو دست حمله کند. بازیکن می‌تواند روی دشمنان قفل کند تا آگریپا آنها را هدف قرار دهد. آگریپا همچنین می‌تواند به سمت دشمنان خود اسلحه پرتاب کند و با مشت‌های محکم و نرم و همچنین تکل‌های شانه ای با مشت بجنگد. اگر زمان‌بندی درست باشد، آگریپا همچنین می‌تواند از دشمنانش سلاح بدزدد، یا با استفاده از تکل شانه، سلاح‌های آنها را از دست آنها بیندازد. او همچنین می‌تواند با پرتاب شن به صورت دشمنی که در حال نزدیک شدن است، از زمین حمله کند و با ضربه زدن به آنها یا ضربه زدن به آنها به دشمنان سرنگون شده حمله کند. اگر آگریپا پشت دشمنی غوغا بایستد، می‌تواند بر روی آن‌ها تظاهر کند. یکی از جنبه‌های مهم گیم پلی مبارزه، "نقاط SALVO" است. Salvos اعمال خاص یا ترکیبی از اقدامات است که جمعیت را به هیجان می‌آورد. هنگامی که آگریپا یک عمل سالوو را انجام می‌دهد، به او امتیاز سالوو داده می‌شود که نوار سالوو را پر می‌کند. اگر آگریپا در زمانی که بار پر است، توجه جمعیت را جلب کند، مخاطبان سلاح‌های کمیاب و قدرتمند را برای او پرتاب خواهند کرد. اگر او توجه آنها را در زمانی که پر نیست بخواهد، آنها سلاح‌های معمولی، سپر، غذا یا اغلب هیچ چیز را پرتاب می‌کنند. در پایان هر نبرد آرنا، آگریپا بر اساس تعداد کل امتیازهای سالوویی که در آن نبرد به دست آورده است، رتبه‌بندی می‌شود. جزء دیگر بخش‌های آگریپا در بازی شامل مسابقه ارابه سواری است. در این حالت، آگریپا باید با ارابه‌های دیگر مسابقه دهد و می‌تواند با عبور از خط پایان ابتدا برنده شود یا تمام حریفان خود را با کشتن آنها یا از بین بردن ارابه‌هایشان از بین ببرد. آگریپا می‌تواند برای افزایش سرعت اسب‌هایش را شلاق بزند، اما انجام این کار استقامت اسب را کاهش می‌دهد. وقتی خالی است، اسب‌ها فقط می‌توانند با سرعت معمولی بدوند، تا زمانی که گیج دوباره شروع به پر شدن کند. آگریپا می‌تواند با راندن در کنار ارابه‌های آنها و حمله به آنها یا با فشار دادن ارابه‌های آنها به موانع، حریفان را از بین ببرد. سلاح‌های طولانی تری را می‌توان در مسیر خود یافت که توسط بردگان حمل می‌شود. در سطوح مخفی کاری Octavianus، بازیکن باید از مخفی کاری برای حرکت در مکان‌های مختلف در رم استفاده کند. اکتاویانوس نمی‌تواند دشمنان را بکشد، او فقط می‌تواند با ضربه زدن از پشت با اشیایی مانند گلدان، خفه کردن آنها با طناب یا قرار دادن پوست موز در مقابل آنها، آنها را از پا درآورد. هنگامی که او این کار را انجام داد، اغلب مجبور است بدن آنها را به مخفیگاه بکشاند تا مطمئن شود که دشمنان دیگر آن را پیدا نمی‌کنند. راه‌های دیگر برای دوری از دشمنان، پنهان شدن در گلدان‌های بزرگ، یا دزدیدن لباس‌ها و جعل هویت نگهبانان یا افراد دیگر است. در طول این سطوح، یک سنج هشدار وجود دارد که زمانی که اکتاویانوس توسط دشمن مشاهده می‌شود ظاهر می‌شود. گیج به مرور زمان اگر از دید او خارج شود به تدریج خالی می‌شود و پس از خالی شدن کامل، دشمنان دیگر به دنبال او نمی‌گردند. اکتاویانوس همچنین می‌تواند با پرتاب وسایلی مانند سنگ و سوت زدن حواس دشمنان را پرت کند. حتی اگر اکتاویانوس مبدل باشد، دشمنان می‌توانند به او مشکوک شوند، اگر کاری غیرعادی انجام دهد، مانند دویدن، ایستادن بدون دلیل یا تلاش برای باز کردن درهای قفل شده. اغلب، دشمنان او را متوقف می‌کنند و از او سؤال می‌کنند. یک سری از انتخاب‌ها به بازیکن ارائه می‌شود تا شک نگهبانان را از بین ببرد. اگر بازیکن پاسخ اشتباهی را انتخاب کند، لباس مبدل اکتاویانوس شکست خواهد خورد و او کشته خواهد شد. اکتاویانوس همچنین قادر به گوش دادن به مکالمات در اتاق‌های قفل شده با نگاه کردن از سوراخ کلید است. در طول سطوحی که باید شخصی را دنبال کند، یک "Tail Gauge" دارد. هنگامی که شخصی که او را دنبال می‌کند از دید او خارج می‌شود، گیج شروع به خالی شدن می‌کند، و هنگامی که به‌طور کامل تخلیه شد، تشخیص داده می‌شود که شخصی را که دنبالش می‌کرد از دست داده است و بازی به پایان می‌رسد.

## طرح
بازی زمانی آغاز می‌شود که ارتش رومی، تحت فرماندهی سنتوریون آگریپا (با صدای ریک وایس) در حال نبرد با ارتش آلمان در استان‌های شمال شرقی است. در رم، ژولیوس سزار (مایکل بل) در راه رفتن به سنا است که چاقو خورد. هنگام مرگ، به قاتل خود نگاه می‌کند و می‌گوید: "Et tu, Brute?" سیسرو (پیتر رنادی) در حالی که در فورو رومانو سوزانده می‌شود، قاتل را برای عموم آشکار می‌کند. ویپسانیوس (دانیل ریوردان) پدر آگریپا. همان‌طور که ویپسانیوس بی گناه خود را حفظ می‌کند، سیسرو جانشین سزار، آنتونیوس (کریس کاکس) را اعلام می‌کند. اکتاویانوس (اسکات منویل)، برادرزاده سزار، در حال گوش دادن از جمعیت، نمی‌پذیرد که ویپسانیوس گناهکار است. در همین حال، در آلمان، آگریپا خبر مرگ سزار را دریافت کرد و به افرادش دستور داد به رم بازگردند. اندکی پس از تشییع جنازه، اکتاویانوس با پانسا (جک فرشته) که پیش از این مورد اعتمادترین جاسوس سزار بود، ملاقات می‌کند. با کمک پانسا، اکتاویانوس مخفیانه وارد مجلس سنا می‌شود، جایی که Maecenas (لری سدار) منشی آنتونیوس، پیشنهاد می‌کند که به جای اعدام فوری ویپسانیوس، یک تورنمنت گلادیاتوری در سراسر امپراتوری برگزار کنند، که برنده آن اعدام را انجام خواهد داد. آنتونیوس این ایده را تأیید می‌کند، اما حکم می‌کند که ویپسانیا (مویرا کویرک) همسر ویپسانیوس، بلافاصله در ملاء عام اعدام شود. آگریپا به رم بازمی‌گردد و اکتاویانوس وضعیت را توضیح می‌دهد. در زمان اعدام، به ریاست دسیوس بروتوس (دانیل ریوردان)، آگریپا تلاش می‌کند تا ویپسانیا را نجات دهد، اما با فرار آنها، دسیوس از پشت خنجر می‌زند، که سپس آگریپا را در نبرد شکست می‌دهد. با این حال، قبل از دستگیری آگریپا، او و اکتاویانوس توسط زنی سوار بر ارابه نجات می‌یابند. او فاش می‌کند که نامش کلودیا (نیکول بالیک)، یک گلادیاتور زن است. او در مورد مسابقات گلادیاتوری به آنها می‌گوید و اینکه برادرش سکستوس (راجر رز) یک اردوی گلادیاتوری را اداره می‌کند که آگریپا می‌تواند برای ورود به مسابقات و احتمالاً نجات پدرش به آن ملحق شود. در همین حال، اکتاویانوس در رم می‌ماند و به تحقیق دربارهٔ قتل می‌پردازد. همان‌طور که آگریپا راه خود را از طریق مسابقات می‌جنگد، اکتاویانوس شروع به دنبال کردن شاگرد سیسرو، مارکوس بروتوس (کم کلارک) می‌کند. در اردوگاه، کلودیا به آگریپا می‌گوید که او و سکستوس خواهر و برادر نیستند. او در کودکی پس از کشته شدن برادرش توسط یک سرباز رومی، او را نجات داد. در همین حال، سکستوس توسط آیریس (هدر هالی) و چارمیان (جنیفر هیل)، که با "دستور مستقیم معشوقه ماً می‌آیند، ملاقات می‌کنند. آنها از سکستوس می‌خواهند که در ازای کمک معشوقه خود به نقشه‌های او، کسی را ترور کند. سکستوس موافق است. در رم، اکتاویانوس سیسرو را در دفتر کارش چاقو خورده می‌یابد. سیسرو در حال مرگ به او می‌گوید که گروهی از توطئه گران مسئول قتل سزار هستند و ویپسانیوس بی گناه است. مارکوس یکی از اعضای گروه است، اما قاتل واقعی «بروتوس دیگری» است. در همین حال، آگریپا به فینال مسابقات در کولوسئوم راه می‌یابد. اکتاویانوس به ملاقات مارکوس می‌رود، جایی که چندین سناتور را به قتل رسانده و مارکوس مضطرب را می‌یابد که می‌گوید بروتوس دیگر اعضای توطئه را می‌کشد. با این حال، او حاضر به افشای هویت خود نیست. در اردوگاه، کلودیا به آگریپا سکستوس می‌گوید که واقعاً پسر پمپیوس است که در نبرد توسط سزار کشته شد. او توضیح می‌دهد که او قصد دارد اکتاویانوس (تنها خویشاوند خونی بازمانده سزار) را ترور کند تا بتواند حمایت خود را برای فتح رم به دست آورد. در همین حال، اکتاویانوس یادداشتی را در دست خط سزار می‌یابد که در آن حدس و گمان در مورد شایستگی جانشینان احتمالی می‌زند و متوجه می‌شود که آنتونیوس وارث منتخب او نبوده است. در کمپ، سکستوس به همراه تعدادی از گلادیاتورها ناگهان ناپدید می‌شوند و کلودیا متوجه می‌شود که برای آیریس و چارمیان کار می‌کند. در رم، سکستوس با اکتاویانوس روبرو می‌شود و با مداخله کلودیا می‌خواهد او را بکشد. اکتاویانوس فرار می‌کند و شاهد چاقو زدن مارکوس توسط دسیوس است. مارکوس در حال مرگ به اکتاویانوس می‌گوید که دسیوس «بروتوس دیگر» است. سپس Maecenas اکتاویانوس را دستگیر کرد. در فینال مسابقات، آگریپا با دسیوس روبرو می‌شود که او را شکست می‌دهد و می‌خواهد او را بکشد که مائسناس به میدان می‌رسد و بازگشت سزار را اعلام می‌کند. او توضیح می‌دهد که مردی که کشته شد، یک طعمه بود که سزار از این توطئه می‌دانست و اعلام کرد که قتل توسط دسیوس انجام شده است نه ویپسانیوس. سزار از راه می‌رسد و آنتونیوس را خطاب قرار می‌دهد و به او می‌گوید که او را به عنوان وارث خود انتخاب نکرده است. آیریس و چارمیان انتخاب واقعی سزار را برای آنتونیوس، که طراح توطئه بود، فاش کردند. آنتونیوس شوکه شده گناه خود را اعتراف می‌کند، در آن نقطه میسناس نشان می‌دهد که سزار واقعاً مرده است، و مردی که تظاهر به او می‌کند وارث منتخب واقعی او است - اکتاویانوس. آنتونیوس خشمگین به دسیوس دستور می‌دهد اکتاویانوس را بکشد، اما آگریپا مداخله می‌کند و دسیوس را می‌کشد. با این حال، در آن لحظه، رم مورد حمله سکستوس قرار می‌گیرد که توسط سربازان وفادار به آنتونیوس حمایت می‌شود، که می‌تواند از عرصه فرار کند. آگریپا و کلودیا به اوستیا می‌روند و با سکستوس روبرو می‌شوند. آگریپا او را شکست می‌دهد و از او می‌خواهد که تسلیم شود. با این حال، آنتونیوس به اسکله حمله می‌کند و سکستوس برای نجات کلودیا خود را قربانی می‌کند. در حالی که نبردی در دریا بین وفاداران به اکتاویانوس و وفادار به آنتونیوس در جریان است، آگریپا با آنتونیوس روبرو می‌شود که او را شکست داده و می‌کشد. در روم، آگریپا، اکتاویانوس و کلودیا عزادار سکستوس هستند. او به آنها می‌گوید که رم را ترک می‌کند، اما چشمش را به همه چیز خواهد داشت. هنگام رفتن، آگریپا از او می‌خواهد که قول دهد که برمی گردد، اما او پاسخی به او نمی‌دهد. سپس اکتاویانوس عهد کرد که رؤیای سزار در مورد Pax Romana را برآورده کند، و آگریپا قول داد که به هر طریق ممکن به او کمک کند. در پایان، آیریس و چارمیان محتوایی بیان می‌کنند که وقت آن رسیده است که به معشوقه‌شان بگویند «به پایان آغاز رسیده‌اند».

## توسعه
Shadow of Rome برای اولین بار در ۲۸ ژانویه ۲۰۰۴ فاش شد، زمانی که کپکام اعلام کرد که طرح حول محور قتل ژولیوس سزار خواهد بود. با استفاده از نسخه بهبودیافته موتور بازی سازی Onimusha 3 و توسعه یافته توسط همان تیم، با راهنمایی تهیه‌کننده اجرایی Keiji Inafune، این بازی به عنوان انحصاری برای پلی استیشن ۲ اعلام شد. کپکام توضیح داد که این بازی دارای دو داستان موازی و دو سبک متفاوت خواهد بود. از گیم پلی؛ عمل و مخفی کاری ریکاردو تورس از GameSpot در اولین نگاه خود به بازی نوشت موتور گرافیکی قوی و جاه طلبانه تعداد قابل توجهی از چند ضلعی را تولید می‌کند که با بافت‌های تمیز، جلوه‌های نوری و تعدادی فیلتر بصری و جلوه‌های ذرات تکمیل می‌شود که مطمئناً به زنده کردن جهان کمک می‌کند. همه چیز را خواهید دید، از جلوه‌های نورپردازی قابل توجهی که برای برجسته کردن سپیده دم یا غروب استفاده می‌شود، تا ابرهای گرد و غباری که در طول مسابقات ارابه سواری یا نبردهای منجنیق بلند می‌شوند. موتور قدرتمند و کاملاً سه بعدی دنیایی غنی برای کاوش ایجاد می‌کند که چیزهای زیادی برای قدردانی ارائه می‌دهد. محیط‌های متنوعی مانند بازار شلوغ، جنگل‌های وسیع، کشتی‌های دریایی، ارگ‌ها و کولوسئوم را خواهید دید. اما چشمگیرترین جنبه گرافیک در حال حاضر باید روش فوق‌العاده وحشتناکی باشد که در آن می‌توانید حریفان خود را هک کنید. در این مرحله از توسعه، بازی دارای یک خط داستانی نیمه شاخه ای بود که به موجب آن اگر بازیکن در بخش‌های مخفی کاری برتری داشت، سطوح بیشتری بر اساس مخفی کاری وجود داشت، در حالی که اگر آنها در مبارزه خوب بودند، سطوح مبارزه بیشتری را نشان می‌دادند. بازی بعدی در رویداد E3 در ماه مه نمایش داده شد، جایی که یک نسخه نمایشی قابل بازی با یک سطح Agrippa و یک سطح Octavianus در دسترس قرار گرفت. Capcom توضیح داد که این بازی به‌طور خاص برای بازارهای آمریکای شمالی و اروپا طراحی شده بود، و اگرچه تاریخ انتشار برای هر دو بازار تعیین شده بود، آنها مطمئن نبودند که بازی در ژاپن منتشر شود زیرا برای بازار ژاپن طراحی نشده بود. بازی بعدی در نمایشگاه بازی توکیو در سپتامبر نشان داده شد. یک ساخت تقریباً کامل به وب‌سایت‌های بازی در ژانویه ۲۰۰۵ ارسال شد، زمانی که مشخص شد سیستم انشعاب حذف شده است و بازی اکنون از یک سیستم پیشرفت سطح به سطح خطی پیروی می‌کند.

## نقدها و نمرات
Shadow of Rome «به طور کلی بررسی‌های مطلوب» دریافت کرد. بر اساس پنجاه و دو بررسی، امتیاز کلی ۷۵ از ۱۰۰ را در متاکریتیک دارد. کریستن رید از Eurogamer امتیاز ۶ از ۱۰ را به بازی داد و آن را «یکی از آن بازی‌های «تقریباً» خسته‌کننده خواند که می‌توانست و باید درخشان می‌بود. او مفهوم ترکیب دو سبک گیم پلی را ستود. «اگر در تمام مدت مدام درگیر یک هک و اسلش تاول‌آمیز باشید، گیر افتادن در یک تجربه بازی آسان خواهد بود. به همین ترتیب، یک تجربه مخفی کاری خالص به زودی محدود کننده و خسته‌کننده خواهد بود.» با این حال، او احساس می‌کرد که بخش‌های مخفی‌کاری توسعه نیافته بودند، و استدلال می‌کرد که «آن‌ها هرگز در سطح ابتدایی آنقدر لذت‌بخش نیستند» و آن‌ها را «خست‌کننده، دقیق، ابتدایی و ناسازگار» خواند. با این حال، او همچنین از بخش‌های اکشن انتقاد داشت و آن‌ها را «تحریک‌کننده تاول» می‌خواند و استدلال می‌کرد که «هر بار همان تاکتیک‌ها شما را از سر می‌گذراند». او در نهایت به این نتیجه رسید که «یک چیز عجیب و غریب بی‌روح در [بازی] وجود دارد». جو دادسون از بازی Revolution به بازی نمره C داد، با این استدلال که ترکیب سبک‌های گیم پلی ضعیف اجرا شده است. اکثر بازی‌ها شامل مکانیک‌های مخفی کاری و اکشن هستند تا بازیکن بتواند نحوه نزدیک شدن به یک موقعیت را انتخاب کند، اما در Shadow of Rome، اکتاویانوس اصلاً نمی‌تواند مبارزه کند و آگریپا تقریباً به اندازه یک اسب آبی در PCP مخفی است. او همچنین سیستم رزمی را کم عمق یافت. گیم‌پلی آگریپا به شدت به دکمه X وابسته است. انواع نام‌های خاص برای کارهای دیوانه‌واری که او می‌تواند انجام دهد وجود دارد، اما بیشتر آن به یک دکمه فشار می‌دهد.» او نتیجه گرفت، «علیرغم موضوع بزرگ، Shadow of Rome صرفا یک بازی مخفی کاری بد است که به یک بازی اکشن محدود زنجیر شده است.» براین ویلیامز از GameSpy امتیاز ۳٫۵ از ۵ را به این بازی داد و نوشت: «پتانسیل بالایی دارد اما در نهایت نمی‌تواند عظمت را ارائه دهد». او سطوح مخفی کاری را «به طور مشخص ملایم، و مهمتر از همه، طراحی ضعیف» نامید. او همچنین از صداپیشگی و کات سین‌ها انتقاد داشت و نتیجه گرفت: «مضمون و فرض کلی Shadow of Rome به عنوان فرصتی از دست رفته برای عظمت بازی در نظر گرفته می‌شود. به دلیل عناصر مخفی کاری فلج شده.» اد لوئیس از IGN امتیاز ۷٫۶ از ۱۰ را به دست آورد و بخش اکشن را «بسیار رضایت بخش» نامید. با این حال، اگرچه او از بخش‌های مخفی کاری بدش نمی‌آمد، اما احساس می‌کرد «هیچ طرف بازی [...] به اندازه کافی پیچیده نیست یا به اندازه کافی جزئیات ندارد که آن‌ها را به چیزی تبدیل کند که بخواهند به آن بپردازند». او نتیجه گرفت، «این دو عنصر بازی را کنار هم قرار دهید و نتیجه آن معادل یک فیلم اکشن تابستانی با طرحی مناسب است.»
گرگ کاساوین از GameSpot امتیاز ۸٫۲ از ۱۰ را به این بازی داد و «خط داستانی جذاب و صحنه‌های سینمایی عالی» را تحسین کرد. او احساس کرد که «دو نوع متفاوت گیم پلی را با موفقیت ترکیب می‌کند [...] ویژگی برای ویژگی، هیچ چیز بسیار اصلی در مورد Shadow of Rome وجود ندارد، اما ترکیب عناصر مختلف آن قطعا منحصر به فرد است، شخصیت‌های آن گویا و سرگرم کننده برای تماشا هستند، و کیفیت ارائه آن با بهترین چیزهایی که پلی‌استیشن ۲ ارائه می‌کند، در بالا است.» او نتیجه گرفت: «Shadow of Rome برخی از بهترین نبردهای هک اند اسلش را ارائه می‌دهد و آن را در یک داستان جالب خلاصه می‌کند که یک چرخش اصلی را در کل ماجرای کشته شدن جولیوس سزار ایجاد می‌کند. همچنین تنوع گیم پلی زیادی دارد. برای حفظ انگیزه شما از ابتدا تا انتها، و نگاه کردن به آن همیشه زیباست.»

## دنباله‌های لغو شده
اگرچه Shadow of Rome در ابتدا به عنوان اولین بخش از یک فرنچایز با هدف بازارهای غربی تصور شد، اما Shadow of Rome نه در آمریکای شمالی و نه در اروپا فروش خوبی نداشت (ورود به نمودارهای پلی استیشن ۲ بریتانیا در رتبه ۵ و در نهایت، کپکام آن را در نظر گرفت. یک شکست. Shadow of Rome 2 پیش از انتشار اولین بازی در مراحل اولیه توسعه بود، اما پس از فروش ضعیف، Keiji Inafune، تهیه‌کننده اجرایی پروژه را رها کرد و Shadow of Rome 2 در نهایت به Dead Rising تبدیل شد.